# Part of Me (píseň, Katy Perry)
„Part of Me“ je píseň americké zpěvačky Katy Perry, vydaná jako singl z Teenage Dream: The Complete Confection. Píseň byla napsána Katy Perry, Bonnie McKee a producenty Dr. Luke, Max Martin a Cirkut. Nebyla zařazena do původního alba Teenage Dream. Demo písně unikly on-line na konci roku 2010. "Part of Me" byla oficiálně vydána dne 13. února 2012 pod Capitol Records.
| Charts (2012) | Vrchol Pozice |
| ------------- | ------------- |
| Austrálie     | 5             |
| Kanada        | 1             |
| Česko         | 17            |
| Francie       | 13            |
| Německo       | 20            |
| Irsko         | 5             |
| Itálie        | 14            |
| Nový Zéland   | 1             |
| Španělsko     | 48            |